# Дональд Робертсон (арбітр)
Дональд Робертсон (англ. Donald Robertson; 1 січня 1987, Глазго) — шотландський футбольний арбітр. Арбітр ФІФА та УЄФА з 2017 року. Він судить матчі в шотландської професійної футбольній лізі з 2014 року.
До своєї суддівської кар'єри Робертсон був гравцем «Партік Тісл», «Квінз Парк» і «Сент-Міррен».

## Суддівська кар'єра
6 липня 2017 року Робертсон дебютував у єврокубках під час матчу попереднього раунду Ліги Європи УЄФА між «Судува» та «Шахтар» (Солігорськ). Матч закінчився з рахунком 2–1. Він також судив матчі у Юнацькій лізі УЄФА.
Він відсудив свій перший міжнародний матч на рівні збірних 7 вересня 2019 року, коли Туреччина перемогла з рахунком 1:0 проти Латвії.
Робертсон судив фінали Кубка шотландської ліги 2020—2021, 2023—2024 та Кубок Шотландії 2024—2025.